# Collegio elettorale di Milano 3 (Senato della Repubblica)
Il collegio Milano 3 fu un collegio elettorale uninominale della Repubblica Italiana per l'elezione del Senato della Repubblica. Apparteneva alla Circoscrizione Lombardia e fu utilizzato per eleggere un senatore nella XII, XIII e XIV legislatura.
Venne istituito nel 1993 con la cosiddetta Legge Mattarella (Legge n. 276, Norme per l'elezione del Senato della Repubblica), attuata in seguito al referendum abrogativo del 1993. La legge istituì per la Camera dei deputati e per il Senato della Repubblica un sistema di elezione misto, in parte maggioritario e in parte proporzionale. Il 75% dei parlamentari dell'assemblea veniva eletto in collegi uninominali tramite sistema maggioritario a turno unico; il restante 25% al Senato veniva eletto tramite recupero proporzionale dei più votati non eletti attraverso un meccanismo di calcolo denominato "scorporo", cioè sottraendo dal conteggio dei voti totali di una lista nella parte proporzionale i voti ottenuti dai candidati collegati alla medesima lista che erano eletti nei collegi uninominali con il sistema maggioritario.
Il collegio venne abolito insieme a tutti gli altri che costituivano il Senato con la promulgazione della legge elettorale successiva, la cosiddetta Legge Calderoli. Questa prevedeva un sistema proporzionale con premio di maggioranza, che al Senato veniva attribuito a livello regionale.

## Territorio
Il collegio Milano 3 era uno dei 35 collegi uninominali in cui era suddivisa la Lombardia e, come previsto dal D.Lgs. del 20 dicembre 1993 n. 535, comprendeva parte del comune di Milano, che complessivamente contava sei collegi uninominali al Senato.

## Eletti
| Elezione | Elezione                   | Senatore           | Partito                  |
| -------- | -------------------------- | ------------------ | ------------------------ |
|          | 1994                       | Carlo Scognamiglio | Polo delle Libertà (UdC) |
|          | 1996                       | Riccardo De Corato | Polo per le Libertà (AN) |
| 2001     | La Casa delle Libertà (AN) | Riccardo De Corato |                          |

## Dati elettorali

### XII legislatura
|                               | Carlo Scognamiglio ✔️ Eletto | Polo delle Libertà           | 76 306  | 47,25 |  |  |  |  |  |
|                               | Graziella Ravasi             | Progressisti                 | 39 317  | 24,35 |  |  |  |  |  |
|                               | Giulio Boati                 | Patto per l'Italia           | 16 768  | 10,38 |  |  |  |  |  |
|                               | Alfredo Mantica              | Alleanza Nazionale           | 13 911  | 8,61  |  |  |  |  |  |
|                               | Emiliano Silvestri           | Lista Pannella-Riformatori   | 7 498   | 4,64  |  |  |  |  |  |
|                               | Rosaria Perfetto             | Lega Alpina Lumbarda         | 3 427   | 2,12  |  |  |  |  |  |
|                               | Fabio Nardini                | Partito Pensionati           | 2 547   | 1,58  |  |  |  |  |  |
|                               | Carlo Bellegrandi            | Lega di Angela Bossi         | 1 150   | 0,71  |  |  |  |  |  |
|                               | Massimo Ciocca               | Partito della Legge Naturale | 569     | 0,35  |  |  |  |  |  |
| Totale                        | Totale                       | Totale                       | 161 493 | 100   |  |  |  |  |  |
|                               |                              |                              |         |       |  |  |  |  |  |
| Voti non validi               | Voti non validi              | Voti non validi              | 5 394   | 3,23  |  |  |  |  |  |
| Votanti                       | Votanti                      | Votanti                      | 166 887 | 86,81 |  |  |  |  |  |
| Elettori                      | Elettori                     | Elettori                     | 192 249 |       |  |  |  |  |  |
|                               |                              |                              |         |       |  |  |  |  |  |
| Data: 27-28 marzo 1994        |                              |                              |         |       |  |  |  |  |  |
| Fonte: Ministero dell'interno |                              |                              |         |       |  |  |  |  |  |

### XIII legislatura
|                               | Riccardo De Corato ✔️ Eletto | Polo per le Libertà                      | 70 935  | 46,48 |  |  |  |  |  |
|                               | Felice Besostri ✔️ Eletto    | L'Ulivo                                  | 53 957  | 35,36 |  |  |  |  |  |
|                               | Paolo Arpesani               | Lega Nord                                | 17 815  | 11,67 |  |  |  |  |  |
|                               | Paolo Vigevano               | Lista Pannella-Sgarbi                    | 4 829   | 3,16  |  |  |  |  |  |
|                               | Antonio Di Sopra             | Movimento Sociale Fiamma Tricolore       | 2 196   | 1,44  |  |  |  |  |  |
|                               | Patrizia Milesi              | Lega per l'Autonomia - Alleanza Lombarda | 1 158   | 0,76  |  |  |  |  |  |
|                               | Rinaldo Scaioli              | Partito Socialista                       | 875     | 0,57  |  |  |  |  |  |
|                               | Pasquale Perrotta            | Federazione Liste Civiche                | 839     | 0,55  |  |  |  |  |  |
| Totale                        | Totale                       | Totale                                   | 152 604 | 100   |  |  |  |  |  |
|                               |                              |                                          |         |       |  |  |  |  |  |
| Voti non validi               | Voti non validi              | Voti non validi                          | 5 980   | 3,77  |  |  |  |  |  |
| Votanti                       | Votanti                      | Votanti                                  | 158 584 | 84,51 |  |  |  |  |  |
| Elettori                      | Elettori                     | Elettori                                 | 187 646 |       |  |  |  |  |  |
|                               |                              |                                          |         |       |  |  |  |  |  |
| Data: 21 aprile 1996          |                              |                                          |         |       |  |  |  |  |  |
| Fonte: Ministero dell'interno |                              |                                          |         |       |  |  |  |  |  |

### XIV legislatura
|                               | Riccardo De Corato ✔️ Eletto | Casa delle Libertà                       | 74 045  | 51,20 |  |  |  |  |  |
|                               | Felice Besostri              | L'Ulivo                                  | 46 633  | 32,24 |  |  |  |  |  |
|                               | Franco Calamida              | Partito della Rifondazione Comunista     | 6 437   | 4,45  |  |  |  |  |  |
|                               | Sergio Stanzani              | Lista Emma Bonino                        | 6 018   | 4,16  |  |  |  |  |  |
|                               | Ernesto Nobili               | Lista Di Pietro                          | 4 495   | 3,11  |  |  |  |  |  |
|                               | Elio Tringali                | Lega per l'Autonomia - Alleanza Lombarda | 2 675   | 1,85  |  |  |  |  |  |
|                               | Armando Corbo                | Partito Pensionati                       | 1 412   | 0,98  |  |  |  |  |  |
|                               | Salvatore Bocchieti          | Fiamma Tricolore                         | 1 255   | 0,87  |  |  |  |  |  |
|                               | Franco Fiorentini            | Democrazia Europea                       | 1 081   | 0,75  |  |  |  |  |  |
|                               | Rodolfo Piva                 | Forza Nuova                              | 347     | 0,24  |  |  |  |  |  |
|                               | Italo Peyrani                | Partito Liberal-Popolare                 | 114     | 0,08  |  |  |  |  |  |
|                               | Mariano Rao                  | I Liberaldemocratici - Basta!            | 111     | 0,08  |  |  |  |  |  |
| Totale                        | Totale                       | Totale                                   | 144 623 | 100   |  |  |  |  |  |
|                               |                              |                                          |         |       |  |  |  |  |  |
| Voti non validi               | Voti non validi              | Voti non validi                          | 5 452   | 3,63  |  |  |  |  |  |
| Votanti                       | Votanti                      | Votanti                                  | 150 075 | 82,77 |  |  |  |  |  |
| Elettori                      | Elettori                     | Elettori                                 | 181 321 |       |  |  |  |  |  |
|                               |                              |                                          |         |       |  |  |  |  |  |
| Data: 13 maggio 2001          |                              |                                          |         |       |  |  |  |  |  |
| Fonte: Ministero dell'interno |                              |                                          |         |       |  |  |  |  |  |